# Nobara Linux
Nobara Linux, Nobara o Nobara Project és una distribució GNU/Linux per a arquitectures x86_64 basada en Fedora Workstation. Empra Systemd com a procés d'inici, Calamares com a instal·lador i disposa com a entorn d'escriptori per defecte KDE Plasma. Pensada per a ser amigable i optimitzada per als usuaris de videojocs i per als creadors de contingut. Permet instal·lar programari exigent sense la necessitat de conèixer els requisits pel que fa a llibreries i configuració de cada aplicació. Facilita la instal·lació d'eines de tercers, les que no són de l'entorn de Fedora.

## Història
Fou principalment desenvolupada per Thomas Crider, un enginyer de Red Hat involucrat en diversos projectes Linux entre els quals destaquen Wine, Lutris o Proton-GE. Oferint-se una derivada de Fedora Workstation preparada per a jugar.
El desembre de 2023 en la versió 39, l'escriptori de referència passà de ser GNOME a KDE Plasma. Aquest canvi fou motivat per la introducció de manera més ràpida i més estable a KDE Plasma de diferents elements com: la taxa de refresc variable (VRR); el gestor de renderització directa (DRM), necessari per a la realitat virtual a Wayland; l'escalat fraccional; la solvència de la característica d'arrossegar i deixar anar o una millor integració amb el client de Steam.

## Característiques
Des de l'inici emprà Calamares com a instal·lador en lloc d'Anaconda, facilitant la instal·lació a l'usuari no familiaritzat a Linux. Fa servir AppArmor com a mòdul de seguretat per al Kernel Linux en lloc de SELinux. Habilita per defecte RPM Fusion i FlatHub. Malgrat que no és la distribució linux més usada en el sector dels videojocs, sovint és comparada amb Windows, superant-lo en rendiment en més d'una ocasió. Ofereix una especial cura en l'entrega de programari com Blender, DaVinci Resolve o OBS Studio, així com dels drivers privatius dels gràfics d'NVDIA.